# 침묵의 숲
"침묵의 숲"(중국어: 無聲)은 2020년에 개봉한 타이완의 영화이다.

## 개요
2012년 타이완 타이난 농인학교에서 실제 있었던 집단 성폭행 사건을 영화화한 작품이다.

## 캐스팅

### 주연
- 천옌페이 : 베이베이 역
- 류쯔취안 : 창청 역
- 진쉬안빈 : 샤오광 역
- 류관팅 : 왕다쥔 역

### 조연
- 양구이메이
- 타이바오
- 장번위